# 구슬라
구슬라 또는 구슬레(세르비아어: гусле, 불가리아어: гусла)는 세르비아·불가리아의 전통 악기로, 리라와 큰 관련이 있다. 볼록한 목제 뒤판과 가죽질의 앞판에 말총으로 만들어진 현 1줄만을 사용한다.

## 같이 보기
- 베림바우